# Терапия полярности
Терапия полярности — направление в альтернативной медицине, основой которого являются работы австрийского врача Рэндольфа Стоуна (Randolph Stone) (1890—1981 гг.). Он полагал, что оздоровление может быть достигнуто через манипуляцию «полярных» сил, известных как инь и ян. Это исследование относится к энергетической медицине. Терапия полярности утверждает, что она якобы работает с предполагаемой (неизмеримой) энергией, но применяет и другие медицинские приёмы лечения.
Метод является псевдонаучным, так как эффективность метода не получила экспериментальных подтверждений методами современной доказательной медицины.

## История и описание
С 1947 по 1954 Стоун издал семь книг, описывающих принципы терапии полярности. Впоследствии они были объединены в три книги: «Терапия полярности», «Построение здоровья» и «Принципы терапии полярности»: Приверженцы направления считают, что «тонкая невидимая и неосязаемая энергия человека» якобы является основой для всех явлений. Они полагают, что эта энергия подобна электромагнитным взаимодействиям между электроном и протоном в составе атома. Согласно этим представлениям, если энергичный поток восстановлен, то это якобы приведёт к изменению физической формы и здоровья. Утверждается, что некие «блокировки в потоке энергии» приводят к боли и болезни или выражаются как эмоциональное перенапряжение или нехватка жизненных сил. Для описания процессов сторонники терапии полярности часто используют электромагнитную метафору. Стоун считал, что в понятие энергии вложен ещё больший контекст; он называл «энергию» «дыханием жизни». Для подкрепления теории использовались такие определения, как энергия ци, прана, инь и ян, верования Китая (дао), мистического христианства, древнеиндийской медицины,
даосизма, индуизма,
буддизма, суфизма и йоги Таким образом, терапия полярности формировалась под влиянием восточной и западной нетрадиционной медицины, выведенных из воззрений теософии, антропософии и энергетической медицины.

## Критика
Доказательств эффективности терапии полярности по стандартам доказательной медицины нет. Также нет научных доказательств существования неких «энергий», постулируемых в её рамках. 
Однако отмечается, что некоторые методы терапии полярности (такие как массаж и техники расслабления) могут иметь положительное воздействие на пациентов.

## Внешние ссылки
- American Polarity Therapy Association
- UK Polarity Therapy Association
- Articles, Views & Reviews on Polarity Therapy
- Energy School bibliography — Documents on Stone and articles on PT.
- Energy medicine: overview
- National Institutes of Health